# Craniophora adelphica
Craniophora adelphica är en fjärilsart som beskrevs av Louis Beethoven Prout 1927. Craniophora adelphica ingår i släktet Craniophora och familjen nattflyn. Inga underarter finns listade i Catalogue of Life.